# Gordon Beck
Gordon James Beck, född 16 september 1936 i Brixton, London, död 6 november 2011, var en brittisk självlärd jazzpianist.
Gordon Beck gick i Pinner County Grammar School, samma skola som Elton John och Simon Le Bon senare skulle gå på. Han studerade piano i sin ungdom men valde en karriär inom arkitektur. Han återvände till musiken efter att ha tillbringat en tid i Kanada där han upptäckte ny musik av bland annat George Shearing och Dave Brubeck.
Vid sin återkomst till England gick Beck med i Tubby Hayes musikgrupp 1962 och senare skapade han sin egen trio tillsammans med Tony Oxley och Jeff Clyne. Från 1969 till 1972 turnerade han med Phil Woods's European Rhythm Machine. Han var även medlem i Nucleus under åren 1972 till 1974 och efter det skapade han gruppen Gyroscope. 
Gordon Beck spelade även in album med bland andra Allan Holdsworth, Henri Texier och Didier Lockwood.